# 小行星7409
小行星7409（英語：7409）是一颗围绕太阳公转的小行星。1990年1月21日，M. Arai、H. Mori在寄居町发现了此天体。
这颗小行星的绝对星等为341.6886754959402等。